# Atlapetes nigrifrons
El gorrión montés de Perijá o atlapetes del Perijá (Atlapetes nigrifrons) es una especie de ave paseriforme de la familia Passerellidae propia de Sudamérica.

## Distribución y hábitat
La especie es endémica de las regiones montañosas de la serranía del Perijá en el noreste de Colombia y el oeste de Venezuela. A menudo es considerado como subespecie del matorralero de pecho amarillo (A. latinuchus).